# Bolsjoj Irgiz
Bolsjoj Irgiz (russisk: Большой Иргиз, tr. Bolsjoj Irgiz) er en flod i Samara og Saratov oblast i Den Russiske Føderation. Floden er en venstre biflod til Volga.
Bolsjoj Irgiz er 675 km lang og har et afvandingsareal på 24.000 km². Den gennemsnitlige årlige vandføring er omkring 23 m³/s. Vandet i floden benyttes til kunstvanding. På 30 dage i marts og april løber 86% af den årlige vandføring i floden. Vandet stammer hovedsageligt fra smeltet sne i afvandingsområdet. Bolsjoj Irgiz er frosset fra november til april, nogle år er floden bundfrosset, isen bryder op på omkring syv dage. Nogle gange tørrer floden u i løbet af sommeren. Strømmen reguleres af talrige dæmninger og føder Saratovs kunstvandingskanal.
Bolsjoj Irgiz udspringer på Obsjtsjij Syrt, og flyder med kraftige mæandere i en bred dal gennem de opdyrkede stepper; drevne sne. Det flyder ind i Volgogradreservoiret nedenfor byen Balakovo.
På Bolsjoj Irgiz er der to større reservoirer: Sulakskoje, med et overfladeareal på 20 km² og et volumen på 0,115 km³) og Pugatjovskoje (10 på km² og 0,06 km³). Fra Sulakskojereservoiret udgår Saratovs kunstvandingskanal. I alt i Bolsjoj Irgiz afvandingsområde er der bygget omkring 800 damme og reservoirer med en samlet volumen på 0,45 km³.
Ved floden ligger byen Pugatjov og en lang række landsbyer.